# Alférez de fragata

Divisas de alférez de fragata de la Armada Española

Alférez de fragata es un grado de oficial en las armadas de España, Perú, Uruguay, 
Colombia y Ecuador. El término alférez hacía referencia al caballero que llevaba el estandarte (bandera)

## Etimología
Alférez del árabe al-fāris الفارس: ‘el jinete’. 

## Antecedentes
En Uruguay, España y Colombia se accede al grado de alférez de fragata después de pasar por el grado de guardiamarina siendo en estas armadas el grado menor en el escalafón de oficiales. El grado inmediatamente posterior es el de alférez de navío. En Uruguay lleva un galón recto de 14 mm con coca, mientras que en España lleva un galón de 7 mm con coca.
Perú: se accede al grado de alférez de fragata después de una formación académica de cinco años en la Escuela Naval del Perú, en donde reciben formación profesional, ética y moral, sujetos a una disciplina militar tendente a incorporarlos al cuerpo de oficiales de la Marina de Guerra del Perú.

## Marina de Guerra del Perú
El Alférez de Fragata en la Marina de Guerra del Perú es el oficial de menor grado, por debajo del de Teniente Segundo. Los cadetes de la Escuela Naval del Perú, al culminar sus estudios, ingresan con este grado y son destinados a servir en los buques de la escuadra peruana o en las dependencias y bases navales del territorio de la República del Perú, ubicadas en costa, sierra o selva.
Se les reconoce por llevar en la bocamanga del traje de invierno, color negro, una franja dorada con un sol dorado encima del galón y en el uniforme de verano, blanco, un par de caponas sobre el hombro de color negro y atravesado en forma perpendicular al hombro la misma franja dorada y hacia el cuello, el sol de guerra dorado. El tiempo de permanencia en este grado es de cuatro años.
Para acceder a este grado se necesita haber postulado a la Escuela Naval del Perú y haber ocupado vacante. Los estudios duran cinco años. A los cadetes del primer año se les denomina Aspirantes a cadetes navales y a los cadetes de 1º, 2º, 3º y 4º año, Cadetes navales.
El Alférez de Fragata, conjuntamente con los grados de Teniente Segundo y Teniente Primero, se les cataloga en la Marina de Guerra del Perú en forma genérica como "Oficiales subalternos". Los asimilados de las Universidades del Perú, es decir, que tienen grado académico de Bachiller, obvian este grado, dándoles al grado inmediato superior de Teniente Segundo y los que tienen Título profesional, obvian ambos grados, siendo incorporados con el grado de Teniente Primero.
Es costumbre en la Marina de Guerra del Perú adicionar al grado la especialidad, es decir, si el oficial es de la especialidad de "Comando general" se le adicionan las letras AP (Armada Peruana), y si es de la especialidad de Medicina se le añaden SN(MC), SN(O), que significan respectivamente: "Sanidad Naval (Médico Cirujano)" y "Sanidad Naval (Odontólogo)". De igual modo, el "Sol de guerra" indica que la especialidad es de "Comando general". Para los médicos se reemplaza este por la insignia de la medicina y así para cada especialidad.

### Equivalencia en el ejército de tierra y la fuerza aérea
En el Ejército del Perú, el grado equivalente es el de Subteniente EP, donde "EP" indica "Ejército Peruano" y en la Fuerza Aérea, el equivalente es el de Alférez FAP, donde "FAP" indica "Fuerza Aérea del Perú".

### Grados de oficiales navales
- Oficiales Generales:
  - Almirante general
  - Almirante
  - Vicealmirante
  - Contraalmirante
- Oficiales Superiores:
  - Capitán de navío
  - Capitán de fragata
  - Capitán de corbeta
- Oficiales Subalternos:
  - Teniente primero
  - Teniente segundo
  - Alférez de Fragata

### Rangos de cadetes navales
- Cadete de cuarto año
- Cadete de tercer año
- Cadete de segundo año
- Cadete de primer año
- Aspirante a cadete naval

## Armada española
En la Armada española el Alférez de Fragata es el empleo con el que incorporan al Ejército los Reservistas voluntarios que acceden a puestos de la categoría de Oficial y también el que adquiere el alumnado de la Escuela de oficiales a partir del tercer curso y hasta que se licencian, pasando después de ello al empleo de Teniente de Navío.